# Adalbert Falk
Adalbert Falk (Mieczków, 10 agosto 1827 – Hamm, 7 luglio 1900) è stato un politico, giurista e avvocato tedesco.

## Biografia
Divenuto deputato nel 1867, fu ministro dei culti dal 1872; l'anno successivo fu autore delle Leggi Falk, all'interno del Kulturkampf; queste comportarono una profonda riforma ecclesiastica, che portò al conflitto con la Chiesa e alle dimissioni e all'incarcerazione di vari vescovi.
Cercò di riconciliarsi con Leone XIII, ma i negoziati che si tennero fallirono e si dimise nel 1879, venendo sostituito da Robert von Puttkamer, non abbandonando però la scena politica; divenne infatti presidente del tribunale regionale di Hamm.
Tra le sue pubblicazioni giuridiche vi sono Von meiner Familie und von mir selbst e Reden, gehalten in den Jahren 1872-79 (1880).